# Bygdeå distrikt
Bygdeå distrikt är ett distrikt i Robertsfors kommun och Västerbottens län. Distriktet ligger omkring Bygdeå i södra Västerbotten. 

## Tidigare administrativ tillhörighet
Distriktet inrättades 2016 och utgörs av en del av Bygdeå socken i Robertsfors kommun.
Området motsvarar den omfattning Bygdeå församling hade 1999/2000 och fick 1799 efter utbrytning av Robertsfors församling.

## Tätorter och småorter
I Bygdeå distrikt finns en tätort och fem småorter.

### Tätorter
- Bygdeå

### Småorter
- Dalkarlså norr
- Djäkneboda
- Ratan
- Åkullsjön
- Överklinten